# 橋づくし
『橋づくし』（はしづくし）は、三島由紀夫の短編小説。銀座や築地界隈を舞台に、陰暦8月15日の満月の夜に7つの橋を渡り願掛けをする4人の女たちの悲喜交々を、数学的な人工性と古典的な美学とを巧妙に組み合わせて描いた作品である。誰が最後まで橋渡りに成功するかの道行からオチの意外性、優れた技巧と構成で、多くの文芸評論家や作家から、短編の傑作として高い評価を受けた。
1958年（昭和33年）10月には、三島が書いた舞踊用台本で舞踊劇が上演され、1961年（昭和36年）7月には新派で劇化上演された。1967年（昭和42年）度のフォルメントール国際文学賞 （Formentor Literature Prize）で第2位を受賞した英訳の短編集『真夏の死 その他』（“Death in Midsummer and other stories”）の中の一作となっている。

## 発表経過
1956年（昭和31年）、文芸雑誌『文藝春秋』12月号に掲載された。単行本は翌々年1958年（昭和33年）1月31日に文藝春秋新社より刊行された。同書には他に6編の短編が収録されている。その後、1968年（昭和43年）9月刊行の自選短編集『花ざかりの森・憂国』に収録された。1971年（昭和46年）1月には単独で豪華限定版も刊行された。
翻訳版はドナルド・キーン訳（英題：The Seven Bridges）をはじめ、イタリア（伊題：I sette ponti）、ドイツ（独題：Die brückenprobe）、フランス（仏題：Les sept ponts）、韓国（韓題：踏橋）、中国（中題：走尽的橋、過橋）など各国で行われている。

## あらすじ

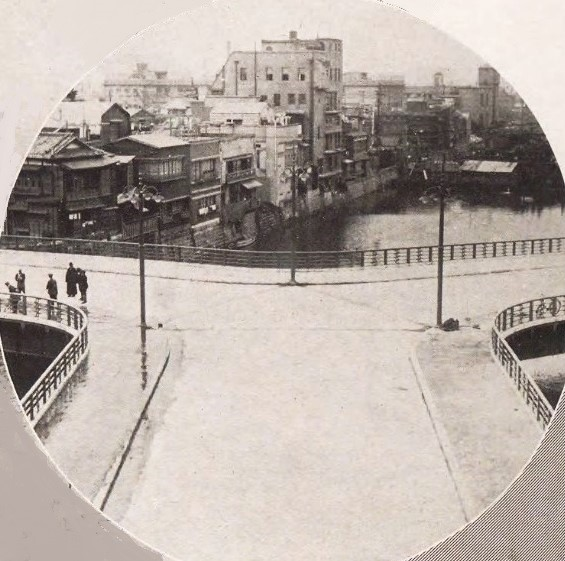
三吉橋

陰暦8月15日の夜、新橋の料亭「米井」の娘・満佐子は、芸妓の小弓、かな子と一緒に願掛けに出かける。それは、満月の深夜、無言で後戻りすることなく、7つの橋を渡って祈ると願いが叶うというものだった。満佐子の願いは、「俳優のRと一緒になりたい」。満佐子と同い歳の22歳の芸妓・かな子の願いは、「好い旦那が欲しい」。42歳の小太りの芸妓・小弓は、「お金が欲しい」のである。
この3人と、満佐子の家の新米女中の田舎娘・みなが、お供として願掛けに加わった。願掛け参りのルールは、「7つの橋を渡るときに同じ道を二度通ってはいけない」、「今夜の願事（ねぎごと）はお互いに言ってはならない」、「家を出てから、7つの橋を渡りきるまで、絶対に口をきいてはいけない」、「一度知り合いから話しかけられたら、願（がん）はすでに破られる」、「橋を渡る前と渡ったあと、それぞれ合計14回、手を合わせてお祈りをする」などである。
4人は願掛けの橋に向かって歩きだした。月が出ており、街は寝静まり、4人の下駄の音が響いている。最初に渡る橋は向う岸に区役所のビルが見える三吉橋である。この橋は三叉の橋で、2つの橋を渡ったことになる。満佐子は手を合わせて祈っている時、ふと女中のみなを見ると殊勝に何かを祈念していた。自分と比べて、どうせろくな望みを抱いていないのだろうと満佐子は思ったりした。
第3の橋は築地橋である。ここを渡る時、はじめて汐の匂いに似たものが嗅がれ、生命保険会社の赤いネオンが海の予告の標識のように見えた。芸妓のかな子は出る前から少しあった腹痛が激しくなってきた。何かに中ったらしい。次の橋を目前にして、かな子は脱落してしまった。
第4の橋は入舟橋で、残りの3人は無事に渡った。第5の橋まで大分道のりがあり、左方の川むこうに聖路加病院の頂きの巨きな金の十字架が見えた。
第5の橋は暁橋である。毒々しいほど白い柱の橋だった。もうすぐ渡り切ろうというところで、銭湯帰りの浴衣の女が小弓に気さくに声をかけた。小弓は脱落した。いくら返事を渋ってみたところで、「一度知り合いから話しかけられたら、願（がん）はすでに破られる」のであった。
第6の橋は堺橋である。緑に塗った鉄板を張っただけの小さな橋であった。駆けるように渡ると、まばらな雨粒が降ってきた。満佐子はみなと2人だけになり、この見当のつかない願い事を抱いた岩乗な山出し娘の存在が不気味になってきた。
第7の橋は備前橋である。川向うの左側は築地本願寺である。橋の前で祈念している時、満佐子はパトロールの警官に不審尋問されてしまった。満佐子は代わりにみなに答えさせようと、そのワンピースの裾を引っ張ったが、みなも頑なに黙っている。満佐子は先に駆け出して逃げようとしたが警官に腕をつかまれ、思わず、痛いと声を発してしまった。橋の先を見ると、一緒に駆け出したみなが14回目の最終の祈念を黙々とこなしていた。
家に帰った満佐子は泣きながら母親に、みなの気の利かなさを訴えた。一体おまえは何を願ったのかとみなに聞いても、みなはにやにや笑うだけであった。数日後、いいことがあった満佐子が機嫌を直して、再び、みなに同じことを訊ねたが、みなは不得要領に薄笑いをうかべるだけであった。

## 登場人物
満佐子
22歳。新橋の一流料亭「米井」の箱入り娘。早大芸術科に通っている。勝気だが、色事については臆病で子供っぽい。
小弓
42歳。芸妓。五尺そこそこの小肥り。大食。
かな子
22歳。芸妓。踊りの筋がいいが、旦那運がなく、踊りのいい役がつかない。満佐子とは小学校の同級生。
みな
満佐子の家の新米女中。色黒で太い腕の田舎娘。引っかきまわしたようなパーマの髪。胴間声。ふくらんだ頬に糸のような目。口をふさいでも乱杭歯のどれか一本がはみ出る。
小えん
元芸妓。風呂屋帰りで、だらしなく浴衣の衿をはだけ、金盥をかかえた洗い髪。頭がおかしくなって妓籍を退き、養生している老妓。
警官
パトロールの若い警官。
満佐子の母
夜出かける娘を心配して、女中・みなをお供させる。

## 作品背景・主題
※三島自身の言葉の引用部は〈　〉にしています（他の作家や評者の論文からの引用部との区別のため）。
『橋づくし』は、陰暦8月15日 の満月（中秋の名月）の夜、無言のまま7つの橋に願掛けをして渡れば願いが叶うという言い伝えに従って4人の女が橋を渡る物語であるが、三島由紀夫は自作について、〈何となく面白おかしい客観性を、冷淡で高雅な客観性を、文体の中にとり入れたものだ〉と説明し、短編の理想としていた〈冷淡で、オチがあつて、そして細部に凝つてゐて、決して感動しないことを身上にして〉、できるだけそれに忠実に創作したものとしている。
エピグラフとして、男女が橋を渡りながら死出の旅へ発つ、近松門左衛門の『天の網島』の「名ごりの橋づくし」の詩句の一節が引用されているが、三島由紀夫は「橋」というものについて次にように語っている。
西川鯉三郎のために舞踊用台本を書いた際には、戯曲の創作が、〈多数の碁石や駒を盤上に争はせる、いはば戦術家にも似た数学的頭脳〉を要する舞踊の振付と同様に、〈高度の数学的頭脳が要求される〉として、以下のように語っている。
なお、『橋づくし』の着想は、当時三島が交際し、結婚をしようとしていた女性（赤坂の料亭の娘・豊田貞子）から聞いた話からヒントを得て設定され、主人公・満佐子（“Masako”）のモデルは貞子（“Sadako”）だといわれている。
また、満佐子が恋い慕い結婚を夢見ている「R」という映画俳優は、市川雷蔵だという推測や、あるいは豊田貞子と付き合っていた三島自身が投影された人物という見方もある。
豊田貞子は、実際に料亭に市川雷蔵がよく来ていたことから、俳優「R」だと、友人たちから雷蔵との仲を誤解されるから、刊行の際には書き変えてほしいと三島に頼んでみたところ、「Rの付く映画俳優は日本にいないと思ってつけたつもりだったんだけど、歌舞伎俳優まで思いが及ばなかった」と言ったという。

## 作品評価・研究
※三島自身の言葉の引用部は〈　〉にしています（他の作家や評者の論文からの引用部との区別のため）。
『橋づくし』は、長編『金閣寺』を書き上げた後の最も油が乗っていた時期の自信と余裕が垣間見られる作品で、三島の短編の中でも特に技巧的に優れ、評価の高い作品である。また、この作品には様々な研究があり、寓意小説としての読みもなされ、死の領域から生の領域への移行を象徴しているなど、様々な解釈ができる作品で、最後に願掛けに成功したのが一番欲のなさそうな女中・みなだった意外性や、みなが何を願ったのか、最後まで読者にも明かされない終わり方も相まって、多数の論考がなされている。
初出当時の各新聞の文芸時評では、平野謙（毎日新聞）、山本健吉（朝日新聞）、兎見康三（読売新聞）、三浦朱門（東京新聞）が、それぞれ『橋づくし』を取り上げて高評価した。
平野謙は、「花柳界などでいまも信じられている願かけを描いただけの作品にすぎない」という辛口コメントもしているが、「結末にいたるまで、心にくい巧みさで一貫した作品」と三島の力量を評価している。なお、『橋づくし』の願掛けは、三島の創作であり、花柳界にそういった風習が常時あったという形跡はないため、迷信をありのまま描写したという平野の批評は疑問視され、的がはずれたものとされている。
竹田日出夫は、橋めぐり全体が一種の「すごろくゲーム」だとして、人物たちが人生の象徴である川に連接する形で、区役所から生命保険会社、病院、そして寺と、歩いていることから生老病死を象徴しているとし、「川上から川下へと生老病死の傍らを何も気づかずに通りすぎていくという設定」だと考察している。また竹田は、「7」という数字も、カトリックの「7つの大罪」（暴食、傲慢、強欲など）がイメージされているとし、それが、小弓の「飽食の罪」、満佐子の「邪淫の罪」、面倒がり三叉の橋を選んで橋を一つ分稼ぐという「怠惰の罪」などに形象化されているとしている。
佐藤秀明は、『橋づくし』の1年前から三島がボディビルを始め、この頃が「〈死〉の領域から〈生〉の領域へ関心」へ移行していた時期であったことを鑑みて、7つの橋を渡りきった先の「彼岸」は「〈生〉の領域」の象徴であり、三島の願いがさりげなく込められているとしている。そして、最後に橋渡りを成就させたのが、女中のみな（精神性がなく、肉体性が強調された人物）だという意外性や、『天の網島』のパロディーを作るつもりだったという三島が説明から、「七つの橋を無事に渡り得るとは、原理的には生きのびることの祈願なのである」と考察している。
前田愛は、三島が西川鯉三郎のために舞踊台本を書いた際に言及した、〈この台本は数学的特色を持つてゐる。と云つても初等数学に類するもので、四人の人物が七つの橋を完全に事なく渡りうるか、といふ数学的質問なのである〉という言葉から、「有名な数学パズルを下敷きにした可能性が高い」とし、数学者オイラーが証明した数学パズル『ケーニヒスベルクの橋』の一筆書きパズルと『橋づくし』の7つの橋の関係性を指摘している。
そして、この同じ道を二度歩かずに7つの橋を1回ずつ渡るような散歩道はありえないという不可能のパズルを下敷きにしたことで、〈透明な願望〉を持つ3人が無残に挫折し、〈見当のつかない願事〉を抱いている"みな"だけが、この論理を超越して幸運に恵まれるという皮肉などんでん返しが生きてくると前田は解説し、舞台となった実際の街を眺めながら、作中にきめ細かく描かれた「水の風景」が全く失われてしまったにもかかわらず、空橋となった橋の風景や建物はそのまま残っているという「時間の裂け目」に思いを馳せ、「数学的な人工性と古典的な美学とを巧妙に組み合わせた『橋づくし』一編を書きあげたとき、三島由紀夫はそうした風景を引き裂いて行く時間の秘密を幻視してしまったかもしれない」と考察している。
中野裕子は、前田のパズル説を否定し、折口信夫が研究した「沖縄久高島のイザイホウの祭」との関連を論じている。高橋広満は中野の前田説否定を疑問視しながらも、イザイホウとの関連も興味深いものとして、三島が『橋づくし』を創作するにあたり、「橋渡りの古層」として4つの物語への思いがあると考察して、近松門左衛門の『「天の網島」名残の橋づくし』、『橋姫伝説』、数学パズル『ケーニヒスベルクの橋』、沖縄久高島のイザイホウの祭、神女組織への加入式の『七つ橋』を挙げている。
ダニエル・ストラックは、作品の着想に関する様々な説のどれも決め手に欠けるとし、完全に一致している仮説として、春と秋の彼岸の夜に浅野川の天神橋から中島大橋の間の7つの橋を巡る石川県金沢市の「橋めぐり」の風習（『北陸の河川』に記述）との関係性を指摘し、三島がこれを参考にしたと考察している。また、ダニエルは、三島自身の葬儀が奇しくも築地本願寺で行われたという事実が興味深いとしながらも、竹田日出夫が唱えた寓意解釈の生老病死を元に三島が道程を決めたとは考えにくいとしている。
八木惠子は、三島がいう〈数学的質問〉に込められた意味について、前田愛の挙げた「数学者オイラーがグラフ理論で明らかにしたケーニヒスベルクに架かる七つの橋の散歩コースの“一筆書き”の問題」という純粋な〈初等数学〉的な数学的問題の他に、三島が、舞台において〈セリフを使はずに心理表現〉を行う舞踊創作家の方法を、〈多数の碁石や駒を盤上に争はせる、いはば戦術家にも似た数学的頭脳〉と表現し、〈台本の初等数学に、見事な高等数学的解答が与へられたのを見た〉と述べている点を挙げ、〈心理表現〉についての〈初等数学〉〈高等数学〉的な問題があることを考慮すべきと解説している。

## 記念碑
登場人物たちが最初に渡った三吉橋の、銀座よりの北側の橋の袂には『橋づくし』の記念碑があり、彼女たちが渡った橋の経路の略図が示されている。

## 舞台化
- 第11回柳橋みどり会
  - 1958年（昭和33年）10月26日 - 31日 東京・明治座
  - 作曲：清元梅吉。作舞：二世西川鯉三郎
  - 出演：さよ子、福寿、つま子、せつ子、年子、小富、近藤準、ほか
  - ※ 『連獅子』ほかと併演。
  - ※ 舞踊化
- 名古屋西川会第5回公演
  - 1959年（昭和34年）4月28日 - 30日 名古屋・愛知文化講堂
  - 作曲：清元梅吉。作舞：二世西川鯉三郎
  - 出演：西川左近、西川芳美、西川茂三、ほか
  - ※ 夜の部、『紀州道成寺』と併演。
- 7月新派特別公演
  - 1961年（昭和36年）7月2日 - 26日 東京・歌舞伎座
  - 脚色・演出：榎本滋民。振付：藤間勘紫郎
  - 出演：阿部洋子、英太郎、霧立のぼる、渡辺千世、京塚昌子、金田龍之介、ほか
  - ※ 昼の部、木下順二作『赤い陣羽織』ほかと併演。
- 三島由紀夫没後50周年企画『MISHIMA2020』
  - 2020年（令和2年）9月21日・22日 東京・日生劇場
  - 作・演出：野上絹代
  - 出演：伊原六花、井桁弘恵、野口かおる、高橋努
  - 『（死なない）憂国』と併演。

## テレビドラマ化
- 東芝日曜劇場『橋づくし』（KRテレビ） 
  - 1958年（昭和33年）9月7日 日曜日 21:15 - 22:15
  - 脚色：野上徹夫、辻久一。演出：辻久一、岡本愛彦。プロデューサー：石井ふく子
  - 出演：香川京子、山田五十鈴、渡辺美佐子、京塚昌子、七尾伶子、桜むつ子、坂本武、ほか
- 東芝日曜劇場『橋づくし』（TBSテレビ） 
  - 1968年（昭和43年）9月8日 日曜日 21:30 - 22:30
  - 脚色：林秀彦。演出：鈴木淳正。プロデューサー：石井ふく子
  - 出演：京マチ子、松尾嘉代、日色ともゑ、市川翠扇、山岸映子、ほか

## ラジオドラマ化
- 人情夜話『橋づくし』（ラジオ東京） 
  - 1957年（昭和32年）7月1日 - 3日（全3回） 22:15 - 22:30
  - 脚色：辻久一。音楽：舟越隆司
  - 出演：香川京子、加藤一恵、水谷八重子、一条久枝、小柳修二、森清、花柳嘉章ほか

## おもな収録刊行本

### 単行本
- 『橋づくし』（文藝春秋、1958年1月31日） NCID BN15360796
  - クロス装。機械函。同年の「昭和33年9月30日発行」の5刷で函の色が青色から朱色に変更。223頁
  - 収録作品：「橋づくし」「施餓鬼舟」「急停車」「博覧会」「十九歳」「女方」「貴顕」
- 限定版『橋づくし』（牧羊社、1971年1月7日） 限定360部
  - 題簽：竹柴蟹助。造本：直木久蓉。B5変型判。和装袋綴。布装。帙。袋裂。夫婦函。段ボール外函。
  - 帙（内側）に「築地絵図」印刷。袋裂に平岡家の家紋（抱茗荷）入。
  - 雪の巻、月の巻、花の巻、各限定120部。記番と署名入。
  - 雪、月、花の巻はそれぞれ、本文袋綴の芯紙、奥付、表紙（江戸小紋四ッ目菱）、袋裂（一越縮緬）、段ボール外函の題簽の色の組み合わせが異なる。
  - ※ 3種360部のほか、非売品「限定著者自筆署名特製本」（表紙・江戸鮫小紋）が23部あり。
- 自選短編集『花ざかりの森・憂国』（新潮文庫、1968年9月15日。改版1992年3月20日。新版2020年11月1日）
  - 白色帯。口絵写真1頁1葉（映画『憂国』スチール）。度々カバー改装。
  - 自作解説：三島由紀夫。新版解説：佐藤秀明
  - 収録作品：「花ざかりの森」「中世に於ける一殺人常習者の遺せる哲学的日記の抜萃」「遠乗会」「卵」「詩を書く少年」「海と夕焼」「新聞紙」「牡丹」「橋づくし」「女方」「百万円煎餅」「憂国」「月」
- 文庫版『近代浪漫派文庫42 三島由紀夫』（新学社、2007年7月）
  - カバー装幀画：パウル・クレー。※旧かな遣い
  - 収録作品：「十五歳詩集」「花ざかりの森」「橋づくし」「憂国」「三熊野詣」「卒塔婆小町」「太陽と鉄」「文化防衛論」
- 英訳版『真夏の死 その他』 “Death in Midsummer and other stories”（訳：エドワード・G・サイデンステッカー、ドナルド・キーン、アイヴァン・モリス、ほか）（New Directions、1966年。Penguin Books Ltd、1986年）
  - 収録作品：真夏の死（Death in Midsummer）、百万円煎餅（Three Million Yen）、魔法瓶（Thermos Flasks）、志賀寺上人の恋（The Priest of Shiga Temple and His Love）、橋づくし（The Seven Bridges）、憂国（Patriotism）、道成寺（Dōjōji）、女方（Onnagata）、真珠（The Pearl）、新聞紙（Swaddling Clothes）
  - ※ 1967年（昭和42年）度のフォルメントール国際文学賞 （Formentor Literature Prize）第2位受賞。

### 全集
- 『三島由紀夫全集10巻（小説X）』（新潮社、1973年4月25日）
  - 装幀：杉山寧。四六判。背革紙継ぎ装。貼函。
  - 月報：芥川比呂志「稽古場の三島由紀夫氏」。《評伝・三島由紀夫 1》佐伯彰一「二つの遺書（その1）」。《同時代評から 1》虫明亜呂無「主として『金閣寺』をめぐって」
  - 収録作品：「金閣寺」「十九歳」「施餓鬼舟」「橋づくし」「女方」「美徳のよろめき」「貴顕」「百万円煎餅」「スタア」
  - ※ 同一内容で豪華限定版（装幀：杉山寧。総革装。天金。緑革貼函。段ボール夫婦外函。A5変型版。本文2色刷）が1,000部あり。
- 『三島由紀夫短篇全集』〈下巻〉（新潮社、1987年11月20日）
  - 布装。セット機械函。四六判。2段組。上巻と2冊組で刊行。
  - 収録作品：「家庭裁判」から「蘭陵王」までの73篇。
- 『決定版 三島由紀夫全集19巻・短編5』（新潮社、2002年6月10日）
  - 装幀：新潮社装幀室。装画：柄澤齊。四六判。貼函。布クロス装。丸背。箔押し2色。
  - 月報：吉田知子「同時代の喜び」。葛井欣士郎「花ざかりの追憶」。［小説の創り方19］田中美代子「０氏の自画像」
  - 収録作品：「急停車」「卵」「不満な女たち」「花火」「ラディゲの死」「陽気な恋人」「博覧会」「芸術狐」「鍵のかかる部屋」「復讐」「詩を書く少年」「志賀寺上人の恋」「水音」「S・O・S」「海と夕焼」「新聞紙」「商ひ人」「山の魂」「屋根を歩む」「牡丹」「青いどてら」「十九歳」「足の星座」「施餓鬼舟」「橋づくし」「女方」「色好みの宮」「貴顕」「影」「百万円煎餅」「スタア」「『山の魂』創作ノート」

### アンソロジー
- 『日本の短篇 下』（毎日新聞社、1969年12月30日）
  - 装幀：栃折久美子。B6判。厚クロス装。貼函
  - 編集：臼井吉見、平野謙
  - 収録作品：中野重治「五勺の酒」、尾崎一雄「虫のいろいろ」、丹羽文雄「厭がらせの年齢」、伊藤整「生きる怖れ」、太宰治「ヴィヨンの妻」、石川淳「喜壽童女」、梅崎春生「櫻島」、武田泰淳「蝮のすえ」、椎名麟三「深夜の酒宴」、野間宏「顔の中の赤い月」、井上靖「補陀落渡海記」、三島由紀夫「橋づくし」、円地文子「妖」、安岡章太郎「愛玩」、庄野潤三「プールサイド小景」、吉行淳之介「不意の出来事」、大江健三郎「死者の奢り」
- 『花柳小説名作選――日本名作シリーズ7』（集英社文庫、1980年3月）
  - 編集：日本ペンクラブ、丸谷才一。解説：野口富士男・丸谷才一「花柳小説とは何か」
  - 収録作品：永井荷風「あぢさゐ」、吉行淳之介「その魚」、里見弴「いろをとこ」、川端康成「童謡」、泉鏡花「継三味線」、大岡昇平「黒髪」、徳田秋声「戦時風景」、小山内薫「梅龍の話」、岡鬼太郎「四つの袖」、永井荷風「雪解」、舟橋聖一「堀江まきの破壊」、森鷗外「そめちがへ」、野口富士男「なぎの葉考」、三島由紀夫「橋づくし」、丹羽文雄「海面」、中山義秀「名妓」、岡本かの子「老妓抄」、永井荷風「牡丹の客」
- 『近代文学〈都市〉を読む』（双文社出版、1999年3月10日）
  - A5判。仮製本。紙カバー
  - 編集：東郷克美、吉田司雄。付録：吉田司雄「〈都市〉論へのいざない」
  - 収録作品：泉鏡花「夜行巡査」、樋口一葉「十三夜」、田山花袋「少女病」、国木田独歩「窮死」、谷崎潤一郎「秘密」、志賀直哉「小僧の神様」、芥川龍之介「舞踏会」、梶井基次郎「檸檬」、横光利一「街の底」、中野重治「交番前」、堀辰雄「水族館」、江戸川乱歩「目羅博士」、織田作之助「木の都」、三島由紀夫「橋づくし」、大江健三郎「人間の羊」